# Thiacidas berenice
Auchenisa berenice là một loài bướm đêm trong họ Noctuidae.